# Jaan Talts
Jaan Talts, in der Sowjetunion Яан Аугустович Тальтс, (* 19. Mai 1944 in Laiksaare, Landgemeinde Saarde, Kreis Pärnu) ist ein ehemaliger estnischer Gewichtheber und Funktionär, der aufgrund der Besatzung seines Landes durch die Sowjetunion international für diese bei Wettkämpfen an den Start ging.

## Werdegang
Jaan Talts war als Schüler ein sehr vielseitiger Sportler. Er betrieb Leichtathletik, vor allem Kurzstreckenläufe, schwamm und spielte Volleyball. In der Landwirtschaftsschule begann er als 15-Jähriger mit dem Gewichtheben. 1963 trat er in die Armee ein. Dort machte er unter Trainer Jakow Krinitsky gute Fortschritte. 1964 wurde er sowjetischer Juniorenmeister, konnte aber das ganze Jahr 1965 wegen Knie- und Rückenproblemen keine Wettkämpfe bestreiten. 1966 belegte er bei seiner ersten Teilnahme an den sowjetischen Meisterschaften den 2. Platz im Mittelschwergewicht hinter Eduard Browko. Als großes Talent und Hoffnung für die Zukunft wurde der 22-jährige Athlet zu den Welt- und Europameisterschaften 1966 nach Berlin entsandt. Dort musste er jedoch schweres Lehrgeld bezahlen, denn er schied mit drei Fehlversuchen im Drücken ohne Platzierung aus. Jaan war jedoch nicht aufzuhalten, schloss das Jahr 1966 mit einer Dreikampfleistung von 490 kg ab und erzielte bei den sowjetischen Meisterschaften 1967 als erster Gewichtheber der Welt im Mittelschwergewicht über 500 kg. Trotzdem musste er 1968 wieder einen Rückschlag hinnehmen, denn er unterlag, als hoher Favorit startend, überraschend dem Finnen Kaarlo Kangasniemi. 1972 holte er aber den Olympiasieg in München in überzeugender Manier nach. Bemerkenswert war, wie er nach der Katastrophe in der sowjetischen Mannschaft, als nacheinander Wladimir Kanygin, Walery Schary, Boris Pawlow und David Rigert im Mittel-, Leichtschwer- und Mittelschwergewicht wegen dreier Fehlversuche in einer der Disziplinen ausschied, die Initiative übernahm, Cheftrainer Alexei Medwedew praktisch entmachtete und zusammen mit Wassili Alexejew noch zwei Goldmedaillen für die Sowjetunion erkämpfte. 1973 beendet er seine Laufbahn als aktiver Gewichtheber.
Heute lebt Jaan Talts als Geschäftsmann in Tallinn. Er übte schon mehrere Funktionen im estnischen Gewichtheber-Verband aus und betätigt sich für diesen auch als Sponsor.

## Internationale Erfolge/Mehrkampf
(OS = Olympische Spiele, WM = Weltmeisterschaft, EM = Europameisterschaft, Ms = Mittelschwergewicht, damals bis 90 kg Körpergewicht, S = Schwergewicht, damals bis 110 kg Körpergewicht)
- 1966, 3. Platz, Großer Preis der Sowjetunion in Riga, Ms, mit 465 kg, hinter Eduard Browko, UdSSR, 472,5 kg und Ireneusz Paliński, Polen, 465 kg;
- 1966, 1. Platz, Baltic Cup, Ms, mit 472,5 kg, vor Marek Gołąb, Polen, 465 kg und Wladimir Golowanow, UdSSR, 455 kg;
- 1966, unplatziert, WM + EM in Ost-Berlin, Ms, mit 3 Fehlversuchen im Drücken, Sieger: Géza Tóth, Ungarn, 487,5 kg vor Paliński, 477,5 kg;
- 1967, 1. Platz, Großer Preis der UdSSR in Tiflis, Ms, mit 490 kg, vor Alexander Kidjajew, UdSSR, 485 kg und Anatoli Kalinitschenko, UdSSR, 482,5 kg;
- 1967, 1. Platz, Vorolymp. Spiele in Mexiko-Stadt, Ms, mit 492,5 kg, vor Tóth, 485 kg und Gołąb, 485 kg;
- 1968, 1. Platz, EM in Leningrad, Ms, mit 512,5 kg, vor Bo Johansson, Schweden, 495 kg und Kaarlo Kangasniemi, Finnland, 490 kg;
- 1968, Silbermedaille, OS in Mexiko-Stadt, Ms, mit 507,5 kg, hinter Kangasniemi, 517,5 kg und vor Gołąb, 495 kg;
- 1969, 1. Platz, Großer Preis der UdSSR in Kiew, Ms, mit 505 kg, vor Kidjajew, 482,5 kg und Kauko Kangasniemi, Finnland, 482,5 kg;
- 1969, 1. Platz, Baltic Cup in Zinnowitz, S, mit 542,5 kg, vor Kauko Kangasniemi, 505 und Günter Wu, Deutschland, 505 kg;
- 1969, 1. Platz, WM + EM in Warschau, S, mit 547,5 kg, vor Bob Bednarski, USA, 547,5 kg, Kauko Kangasniemi, 507,5 kg und Robert Wójcik, Polen;
- 1970, 1. Platz, Großer Preis der UdSSR in Minsk, mit 540 kg, vor Tramburadschiew, Bulgarien, 480 kg und Strejczek, CSSR, 462,5 kg;
- 1970, 1. Platz, EM in Szombathely, S, mit 562,5 kg, vor Alexandar Krajtschew, Bulgarien, 525 kg und János Hanzlik, Ungarn, 517,5 kg;
- 1970, 1. Platz, Baltic Cup in Bergen, S, mit 550 kg, vor Valeri Jakubowsky, UdSSR, 540 kg und Leonhard Beinhofer, Deutschland, 505 kg;
- 1970, 1. Platz, WM in Columbus/USA, S, mit 565 kg, vor Krajtschew, 535 kg und Bednarski, 530 kg;
- 1972, 1. Platz, EM in Constanța, S, mit 587,5 kg, vor Stefan Grützner, DDR, 550 kg und Kauko Kangasniemi, 540 kg;
- 1972, Goldmedaille, OS in München, S, mit 580 kg, vor Krajtschew, 562,5 kg und Grützner, 555 kg.

## Medaillen Einzeldisziplinen
(werden seit 1969 vergeben)
- WM-Goldmedaillen: 1969, Stoßen, S – 1970, Drücken, S -1970, Stoßen, S – 1972, Drücken, S,
- WM-Silbermedaillen: 1969, Drücken, S – 1969, Reißen, S – 1970, Reißen, S,
- WM-Bronzemedaillen: 1972, Reißen, S – 1972, Stoßen, S.
- EM-Goldmedaillen: 1969, Drücken, S – 1969, Reißen, S – 1969, Stoßen, S – 1970, Drücken, S 1970, Stoßen, S - - 1972, Drücken, S – 1972, Reißen, S – 1972, Stoßen, S,
- EM-Bronzemedaille: 1970, Reißen, S.

Außerdem gilt der Olympiasieg 1972 im Dreikampf auch als WM-Titel.

## UdSSR-Meisterschaften
- 1966, 2. Platz, Ms, mit 475 kg, hinter Eduard Browko, 475 kg und vor Stepantschenko, 465 kg;
- 1967, 1. Platz, Ms, mit 502,5 kg, vor Anatoli Kalinitschenko, 482,5 kg und Kidjajew, 475 kg;
- 1968, 1. Platz, Ms, mit 500 kg, vor Kidjajew, 492,5 kg und Kalinitschenko, 487,5 kg;
- 1969, 4. Platz, S, mit 517,5 kg, hinter Wladimir Golowanow, 522,5 kg, Staroschenko, 520 kg und Juri Jablonowski, 520 kg;
- 1972, 1. Platz, S, mit 587,5 kg, vor Pawel Perwuschin, 577,5 kg und Golowanow, 565 kg.

## Weltrekorde

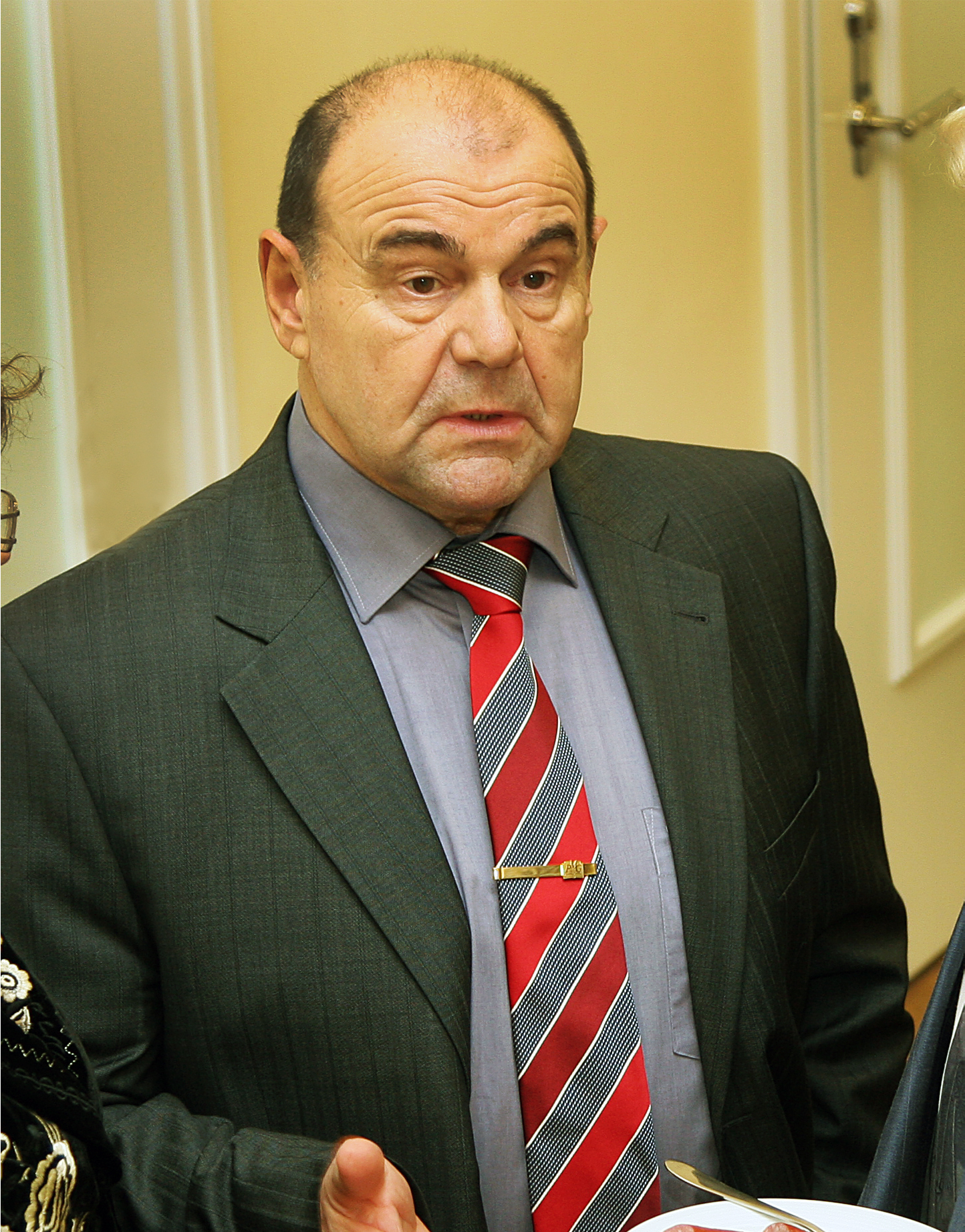
Jaan Talts, 2007

- 1966 Dreikampf 490 kg Ms Ost-Berlin
- 1967 Reißen 151 kg Ms Moskau
- 1967 Stoßen 193 kg Ms Sofia
- 1967 Stoßen 193,5 kg Ms Moskau
- 1967 Stoßen 194 kg Ms Mexiko-Stadt
- 1967 Dreikampf 497,5 kg Sofia
- 1967 Dreikampf 502,5 kg Ms Moskau
- 1967 Dreikampf 505 kg Ms Dubna
- 1968 Reißen 152,5 kg Ms Kiew
- 1968 Reißen 153 kg Ms Dubna
- 1968 Reißen 153,5 kg Ms Luhansk
- 1968 Stoßen 195,5 kg Ms Dubna
- 1968 Stoßen 196 kg Ms Dubna
- 1968 Stoßen Ms 197,5 kg Mexiko-Stadt
- 1968 Dreikampf 510 kg Ms Dubna
- 1968 Dreikampf 512,5 kg Leningrad
- 1969 Drücken 190 kg S Zinnowitz
- 1969 Sroßen 212,5 kg S Warschau
- 1970 Drücken 195,5 kg S Tallinn
- 1970 Drücken 196 kg S Warna
- 1970 Drücken 197 kg S Bergen
- 1970 Drücken 200 kg S Columbus
- 1970 Drücken 201 kg S Tartu
- 1970 Stoßen 215 kg S Szombathely
- 1970 Dreikampf 562,5 kg Szombathely
- 1970 Dreikampf 565 kg S Columbus
- 1971 Drücken 201,5 kg S Tallinn
- 1971 Drücken 203 kg S Paris
- 1971 Drücken 206 kg S Tallinn
- 1971 Stoßen 216 kg S Tallinn
- 1971 Stoßen 217,5 kg S Tallinn
- 1971 Dreikampf 580 kg S Tallinn
- 1971 Dreikampf 582,5 kg Tallinn
- 1971 Dreikampf 585 kg S Tallinn
- 1971 Dreikampf 587,5 kg S Tallinn
- 1972 Drücken 207,5 kg S Tallinn
- 1972 Drücken 211 kg S Constanța
- 1972 Stoßen 218 kg S Imatra
- 1972 Stoßen 220 kg S Tallinn
- 1972 Stoßen 222,5 kg S Constanța
- 1972 Dreikampf 590 kg S Moskau

## Auszeichnungen
- Estlands Sportler des Jahres 1967, 1968, 1969, 1970 und 1972
- Orden des Estnischen Roten Kreuzes 2. Kategorie (2001)[1]